# Saison 2006 des United Soccer Leagues
La saison 2006 est la 20e disputée par les United Soccer Leagues. Cet article traite principalement des deux premières divisions des United Soccer Leagues, représentant les deux niveaux de soccer masculin professionnel dont l'organisation est responsable.
| Portland Vancouver Montréal Rochester Atlanta Mariners Charleston Miami Minnesota Seattle Toronto Harrisburg Cincinnati Wilmington Phantoms Richmond Charlotte Pioneers Long Island Pittsburgh |

| USL-1 - Atlanta Silverbacks - Charleston Battery - Miami FC - Minnesota Thunder - Impact de Montréal - Portland Timbers - Puerto Rico Islanders - Rochester Rhinos - Seattle Sounders - Toronto Lynx - Vancouver Whitecaps - Virginia Beach Mariners | USL-2 - Cincinnati Kings - Charlotte Eagles - Harrisburg City Islanders - Long Island Rough Riders - New Hampshire Phantoms - Pittsburgh Riverhounds - Richmond Kickers - Western Mass Pioneers - Wilmington Hammerheads |

## Synthèse
- En USL-1, le Miami FC fait son entrée comme franchise d'expansion. Au contraire, les Richmond Kickers passent en seconde division.
- En USL-2, outre l'ajout des Richmond Kickers, les Northern Virginia Royals quittent la seconde division et rejoignent la PDL.
- En PDL, cinq équipes se retirent de la compétition tandis que neuf équipes rejoignent la ligue en tant qu'expansion en plus des Northern Virginia Royals, amenant à un ensemble de 59 équipes réparties dans dix divisions à travers quatre conférences. Chaque équipe joue un total de seize rencontres en saison régulière.

| Compétition            | Champion            | Finaliste               | Vainqueur saison régulière/Meilleure équipe de USL                                                         |
| ---------------------- | ------------------- | ----------------------- | --- |
| USL-1                  | Vancouver Whitecaps | Rochester Raging Rhinos | Impact de Montréal                                                                                         |
| USL-2                  | Richmond Kickers    | Charlotte Eagles        | Richmond Kickers                                                                                           |
| PDL                    | Michigan Bucks      | Laredo Heat             | Carolina Dynamo                                                                                            |
| Lamar Hunt US Open Cup | Chicago Fire        | Los Angeles Galaxy      | Rochester Raging Rhinos et Charleston Battery (USL-1) Wilmington Hammerheads (USL-2) Carolina Dynamo (PDL) |

## Première division
Navigation
Édition précédente Édition suivante
En 2006, la USL-1 fait un grand coup avec l'arrivée de l'international brésilien Romário, vétéran de la Coupe du monde 1994, qui signe un contrat d'une saison avec la franchise d'expansion du Miami FC. Encore en grande forme, il mène un duel à distance avec Cam Weaver pour le titre de soulier d'or. Au sommet du classement, l'Impact de Montréal et les Rochester Raging Rhinos, éternels rivaux, luttent pour le titre de saison régulière, la formation québécoise l'emportant finalement en fin de saison grâce à une grande solidité défensive.
Lors des séries éliminatoires, la belle saison de Miami se termine face à Vancouver en quarts de finale alors que les Puerto Rico Islanders sont éliminés. Les deux équipes canadiennes qualifiées, Montréal et Vancouver, s'affrontent en demi-finales mais c'est Vancouver qui s'impose et accède à la finale de championnat. En tombée de rideau, Rochester s'incline face aux Whitecaps par la marque de 3-0 et Vancouver remporte alors son premier titre depuis 1992 et la Ligue canadienne de soccer.

### Clubs participants
| Équipe                  | Ville              | Stade                             | Fondation | Entraîneur      |
| ----------------------- | ------------------ | --------------------------------- | --------- | --------------- |
| Atlanta Silverbacks     | Atlanta, GA        | Atlanta Silverbacks Park          | 1998      | Jason Smith     |
| Charleston Battery      | Charleston, SC     | Blackbaud Stadium                 | 1993      | Mike Anhaeuser  |
| Miami FC                | Miami, FL          | Tropical Park Stadium             | 2006      | Zinho           |
| Minnesota Thunder       | Blaine, MN         | James Griffin Stadium             | 1990      | Amos Magee      |
| Impact de Montréal      | Montréal, QC       | Complexe sportif Claude-Robillard | 1992      | Nick De Santis  |
| Portland Timbers        | Portland, OR       | PGE Park                          | 2001      | Chris Agnello   |
| Puerto Rico Islanders   | Bayamón, PR        | Juan Ramón Loubriel Stadium       | 2003      | Jorge Alvial    |
| Rochester Raging Rhinos | Rochester, NY      | Rochester Rhinos Stadium          | 1996      | Laurie Calloway |
| Seattle Sounders        | Seattle, WA        | Qwest Field                       | 1994      | Brian Schmetzer |
| Toronto Lynx            | Toronto, ON        | Centennial Park Stadium           | 1997      | Duncan Wilde    |
| Vancouver Whitecaps     | Burnaby, BC        | Swangard Stadium                  | 1986      | Bob Lilley      |
| Virginia Beach Mariners | Virginia Beach, VA | Virginia Beach Sportsplex         | 1994      | Jay Hoffman     |

### Saison régulière

#### Classement
Cette saison, on retrouve de nombreuses égalités de points au classement final et c'est donc le bilan des confrontations entre les équipes en question qui détermine le classement.
| 1  | Impact de Montréal      | 51 | 28 | 14 | 9  | 5  | 31 | 15 | +16 |  |             |
| 2  | Rochester Raging Rhinos | 50 | 28 | 13 | 11 | 4  | 34 | 21 | +13 |  |             |
| 3  | Charleston Battery      | 46 | 28 | 13 | 7  | 8  | 33 | 25 | +8  |  | CHA : 4 pts |
| 4  | Vancouver Whitecaps     | 46 | 28 | 12 | 10 | 6  | 40 | 28 | +12 |  | VAN : 1 pt  |
| 5  | Miami FC                | 39 | 28 | 11 | 6  | 11 | 47 | 44 | +3  |  |             |
| 6  | Puerto Rico Islanders   | 38 | 28 | 10 | 8  | 10 | 38 | 36 | +2  |  |             |
| 7  | Seattle Sounders        | 37 | 28 | 11 | 4  | 13 | 42 | 48 | -6  |  |             |
| 8  | Atlanta Silverbacks     | 35 | 28 | 10 | 5  | 13 | 36 | 42 | -6  |  |             |
| 9  | Virginia Beach Mariners | 32 | 28 | 8  | 8  | 12 | 25 | 37 | -12 |  | VBM : 7 pts |
| 10 | Toronto Lynx            | 32 | 28 | 8  | 8  | 12 | 30 | 36 | -6  |  | TOR : 4 pts |
| 11 | Portland Timbers        | 27 | 28 | 7  | 6  | 15 | 25 | 39 | -14 |  | POR : 9 pts |
| 12 | Minnesota Thunder       | 27 | 28 | 7  | 6  | 15 | 34 | 45 | -11 |  | MIN : 3 pts |

- Commissioner's Cup et franchise qualifiée pour les séries éliminatoires
- Franchise qualifiée pour les demi-finales des séries éliminatoires
- Franchise qualifiée pour les séries éliminatoires

#### Résultats
| Résultats (▼dom., ►ext.)                                   | ATL | CHA | MIA | MIN | MTL | POR | PUE | ROC | SEA | TOR | VAN | VBM | ATL | CHA | MIA | MIN | MTL | POR | PUE | ROC | SEA | TOR | VAN | VBM |
| Atlanta Silverbacks                                        |     | 3-2 | 2-1 | 2-0 | 1-2 | 4-0 | 1-1 | 1-2 | 3-1 | 2-4 | 2-2 | 1-0 |     | 1-0 | 1-2 |     |     |     | 1-1 |     |     |     |     |     |
| Charleston Battery                                         | 0-0 |     | 1-1 | 2-2 | 3-1 | 3-2 | 0-1 | 0-0 | 2-0 | 2-1 | 1-0 | 3-0 | 0-1 |     | 2-0 |     |     |     | 2-2 |     |     |     |     |     |
| Miami FC                                                   | 1-0 | 0-1 |     | 2-1 | 0-0 | 3-2 | 3-2 | 0-3 | 5-3 | 2-2 | 2-3 | 0-1 | 7-1 | 2-0 |     |     |     |     | 0-1 |     |     |     |     |     |
| Minnesota Thunder                                          | 2-3 | 0-1 | 4-1 |     | 2-1 | 0-1 | 3-1 | 1-0 | 4-0 | 3-0 | 1-1 | 1-2 |     |     |     |     |     | 1-2 |     |     | 2-2 |     | 1-2 |     |
| Impact de Montréal                                         | 4-1 | 0-1 | 0-0 | 4-0 |     | 0-0 | 1-0 | 1-0 | 1-0 | 2-0 | 1-1 | 0-1 |     |     |     |     |     |     |     | 2-0 |     | 0-0 |     | 2-0 |
| Portland Timbers                                           | 0-2 | 0-1 | 0-1 | 2-1 | 0-1 |     | 3-0 | 0-1 | 1-2 | 2-1 | 1-1 | 1-0 |     |     |     | 0-1 |     |     |     |     | 3-1 |     | 0-0 |     |
| Puerto Rico Islanders                                      | 3-1 | 2-1 | 4-2 | 2-0 | 0-1 | 3-1 |     | 0-1 | 4-1 | 2-1 | 1-3 | 2-1 | 1-1 | 0-0 | 1-1 |     |     |     |     |     |     |     |     |     |
| Rochester Raging Rhinos                                    | 1-0 | 1-2 | 5-4 | 1-0 | 0-0 | 2-2 | 1-1 |     | 2-1 | 1-1 | 2-0 | 2-2 |     |     |     |     | 1-0 |     |     |     |     | 1-1 |     | 2-0 |
| Seattle Sounders                                           | 2-1 | 1-2 | 2-1 | 1-1 | 1-2 | 0-0 | 2-1 | 1-2 |     | 2-0 | 1-0 | 5-1 |     |     |     | 1-0 |     | 3-1 |     |     |     |     | 2-0 |     |
| Toronto Lynx                                               | 1-0 | 1-0 | 0-1 | 5-0 | 0-1 | 0-0 | 1-0 | 0-2 | 4-2 |     | 2-1 | 0-0 |     |     |     |     | 1-1 |     |     | 1-1 |     |     |     | 2-1 |
| Vancouver Whitecaps                                        | 1-0 | 1-1 | 2-2 | 3-0 | 0-1 | 1-0 | 1-0 | 0-0 | 2-2 | 2-0 |     | 3-0 |     |     |     | 2-2 |     | 3-0 |     |     | 3-2 |     |     |     |
| Virginia Beach Mariners                                    | 1-0 | 2-0 | 0-3 | 1-1 | 1-1 | 3-1 | 2-2 | 0-0 | 0-1 | 2-0 | 1-2 |     |     |     |     |     | 1-1 |     |     | 0-0 |     | 3-1 |     |     |
| - Victoire à domicile - Match nul - Victoire à l'extérieur |     |     |     |     |     |     |     |     |     |     |     |     |     |     |     |     |     |     |     |     |     |     |     |     |

### Séries éliminatoires

#### Tableau
|  | Quarts de finale            | Quarts de finale            | Quarts de finale        | Quarts de finale        |                             |                             | Demi-finales | Demi-finales | Demi-finales | Demi-finales |  |  | Finale | Finale | Finale | Finale |
|  |                             |                             |                         |                         |                             |                             |              |              |              |              |  |  |        |        |        |        |
|  |                             |                             |                         |                         |                             |                             |              |              |              |              |  |  |        |        |        |        |
|  |                             |                             |                         |                         |                             |                             |              |              |              |              |  |  |        |        |        |        |
|  |                             |                             |                         |                         |                             |                             |              |              |              |              |  |  |        |        |        |        |
|  |                             |                             |                         |                         |                             |                             |              |              |              |              |  |  |        |        |        |        |
|  |                             |                             |                         |                         |                             |                             |              |              |              |              |  |  |        |        |        |        |
|  | (1) Impact de Montréal      | (1) Impact de Montréal      | 0                       | 0                       |                             |                             |              |              |              |              |  |  |        |        |        |        |
|  | (1) Impact de Montréal      | (1) Impact de Montréal      | 0                       | 0                       |                             |                             |              |              |              |              |  |  |        |        |        |        |
|  |                             |                             | (4) Vancouver Whitecaps | (4) Vancouver Whitecaps | 0                           | 2                           |              |              |              |              |  |  |        |        |        |        |
|  | (4) Vancouver Whitecaps     | (4) Vancouver Whitecaps     | (4) Vancouver Whitecaps | (4) Vancouver Whitecaps | 0                           | 2                           | 4            | 2            |              |              |  |  |        |        |        |        |
|  | (4) Vancouver Whitecaps     | (4) Vancouver Whitecaps     |                         |                         |                             |                             |              | 2            |              |              |  |  |        |        |        |        |
|  | (5) Miami FC                | (5) Miami FC                | 1                       | 0                       |                             |                             |              |              |              |              |  |  |        |        |        |        |
|  | (5) Miami FC                | (5) Miami FC                | 1                       | 0                       | (2) Rochester Raging Rhinos | (2) Rochester Raging Rhinos | 0            | 0            |              |              |  |  |        |        |        |        |
|  |                             |                             |                         |                         | (2) Rochester Raging Rhinos | (2) Rochester Raging Rhinos | 0            | 0            |              |              |  |  |        |        |        |        |
|  |                             |                             | (4) Vancouver Whitecaps | (4) Vancouver Whitecaps | 3                           | 3                           |              |              |              |              |  |  |        |        |        |        |
|  |                             |                             |                         |                         | 3                           | 3                           |              |              |              |              |  |  |        |        |        |        |
|  |                             |                             |                         |                         |                             |                             |              |              |              |              |  |  |        |        |        |        |
|  |                             |                             |                         |                         |                             |                             |              |              |              |              |  |  |        |        |        |        |
|  | (2) Rochester Raging Rhinos | (2) Rochester Raging Rhinos | 1                       | 0                       |                             |                             |              |              |              |              |  |  |        |        |        |        |
|  | (2) Rochester Raging Rhinos | (2) Rochester Raging Rhinos | 1                       | 0                       |                             |                             |              |              |              |              |  |  |        |        |        |        |
|  |                             |                             | (3) Charleston Battery  | (3) Charleston Battery  | 0                           | 0                           |              |              |              |              |  |  |        |        |        |        |
|  | (3) Charleston Battery      | (3) Charleston Battery      | (3) Charleston Battery  | (3) Charleston Battery  | 0                           | 0                           | 2            | 1            |              |              |  |  |        |        |        |        |
|  | (3) Charleston Battery      | (3) Charleston Battery      |                         |                         |                             |                             |              | 1            |              |              |  |  |        |        |        |        |
|  | (6) Puerto Rico Islanders   | (6) Puerto Rico Islanders   | 2                       | 0                       |                             |                             |              |              |              |              |  |  |        |        |        |        |
|  | (6) Puerto Rico Islanders   | (6) Puerto Rico Islanders   | 2                       | 0                       |                             |                             |              |              |              |              |  |  |        |        |        |        |
|  |                             |                             |                         |                         |                             |                             |              |              |              |              |  |  |        |        |        |        |

#### Résultats

##### Quarts de finale
Aller
| 15 septembre 2006 | Charleston Battery          | 2 - 2 | Puerto Rico Islanders             |                                                                                              |                                                                                              |
| 19:30 UTC-5       | Armstrong 53e · Glinton 89e |       | 22e Marcina · 60e Gonzalez-Pareja | Blackbaud Stadium, Charleston, Caroline du Sud Spectateurs : 2 215 Arbitrage : Mark Kadlecik | Blackbaud Stadium, Charleston, Caroline du Sud Spectateurs : 2 215 Arbitrage : Mark Kadlecik |
| 19:30 UTC-5       | Rapport                     |       |                                   | Blackbaud Stadium, Charleston, Caroline du Sud Spectateurs : 2 215 Arbitrage : Mark Kadlecik | Blackbaud Stadium, Charleston, Caroline du Sud Spectateurs : 2 215 Arbitrage : Mark Kadlecik |

| 15 septembre 2006 | Vancouver Whitecaps                                  | 4 – 1 | Miami FC    |                                                                                                  |                                                                                                  |
| 19:00 UTC-8       | Testo 12e · Gjertsen 35e · Lyall 44e · Donatelli 88e |       | 64e Romário | Swangard Stadium, Vancouver, Colombie-Britannique Spectateurs : 5 437 Arbitrage : Steve DiPietro | Swangard Stadium, Vancouver, Colombie-Britannique Spectateurs : 5 437 Arbitrage : Steve DiPietro |
| 19:00 UTC-8       | Rapport                                              |       |             | Swangard Stadium, Vancouver, Colombie-Britannique Spectateurs : 5 437 Arbitrage : Steve DiPietro | Swangard Stadium, Vancouver, Colombie-Britannique Spectateurs : 5 437 Arbitrage : Steve DiPietro |

Retour
| 17 septembre 2006 | Miami FC | 0 - 2 | Vancouver Whitecaps     |                                                                                   |                                                                                   |
| 18:00 UTC-5       |          |       | 46e Sebrango · 64e Nash | Tropical Park Stadium, Miami, Floride Spectateurs : 2 111 Arbitrage : Mark Geiger | Tropical Park Stadium, Miami, Floride Spectateurs : 2 111 Arbitrage : Mark Geiger |
| 18:00 UTC-5       | Rapport  |       |                         | Tropical Park Stadium, Miami, Floride Spectateurs : 2 111 Arbitrage : Mark Geiger | Tropical Park Stadium, Miami, Floride Spectateurs : 2 111 Arbitrage : Mark Geiger |

| 17 septembre 2006 | Puerto Rico Islanders | 0 - 1 | Charleston Battery |                                                                                            |                                                                                            |
| 19:30 UTC-4       |                       |       | 54e Armstrong      | Estadio Juan Ramón Loubriel, Bayamón, Porto Rico Spectateurs : 8 745 Arbitrage : Alex Prus | Estadio Juan Ramón Loubriel, Bayamón, Porto Rico Spectateurs : 8 745 Arbitrage : Alex Prus |
| 19:30 UTC-4       | Rapport               |       |                    | Estadio Juan Ramón Loubriel, Bayamón, Porto Rico Spectateurs : 8 745 Arbitrage : Alex Prus | Estadio Juan Ramón Loubriel, Bayamón, Porto Rico Spectateurs : 8 745 Arbitrage : Alex Prus |

##### Demi-finales
Aller
| 22 septembre 2006 | Rochester Raging Rhinos | 1 - 0 | Charleston Battery |                                                                               |                                                                               |
| 19:35 UTC-5       | Howes 52e               |       |                    | PAETEC Park, Rochester, New York Spectateurs : 9 038 Arbitrage : Niko Bratsis | PAETEC Park, Rochester, New York Spectateurs : 9 038 Arbitrage : Niko Bratsis |
| 19:35 UTC-5       | Rapport                 |       |                    | PAETEC Park, Rochester, New York Spectateurs : 9 038 Arbitrage : Niko Bratsis | PAETEC Park, Rochester, New York Spectateurs : 9 038 Arbitrage : Niko Bratsis |

| 22 septembre 2006 | Vancouver Whitecaps | 0 - 0 | Impact de Montréal |                                                                                              |                                                                                              |
| 19:00 UTC-8       |                     |       |                    | Swangard Stadium, Vancouver, Colombie-Britannique Spectateurs : 5 225 Arbitrage : Mark Budda | Swangard Stadium, Vancouver, Colombie-Britannique Spectateurs : 5 225 Arbitrage : Mark Budda |
| 19:00 UTC-8       | Rapport             |       |                    | Swangard Stadium, Vancouver, Colombie-Britannique Spectateurs : 5 225 Arbitrage : Mark Budda | Swangard Stadium, Vancouver, Colombie-Britannique Spectateurs : 5 225 Arbitrage : Mark Budda |

Retour
| 24 septembre 2006 | Charleston Battery | 0 - 0 | Rochester Raging Rhinos |                                                                                             |                                                                                             |
| 18:00 UTC-5       |                    |       |                         | Blackbaud Stadium, Charleston, Caroline du Sud Spectateurs : 2 121 Arbitrage : Michael Hill | Blackbaud Stadium, Charleston, Caroline du Sud Spectateurs : 2 121 Arbitrage : Michael Hill |
| 18:00 UTC-5       | Rapport            |       |                         | Blackbaud Stadium, Charleston, Caroline du Sud Spectateurs : 2 121 Arbitrage : Michael Hill | Blackbaud Stadium, Charleston, Caroline du Sud Spectateurs : 2 121 Arbitrage : Michael Hill |

| 24 septembre 2006 | Impact de Montréal | 0 - 2 | Vancouver Whitecaps            | | |
| 19:00 UTC-5       |                    |       | 115e Sebrango · 120e Donatelli | Complexe sportif Claude-Robillard, Montréal, Québec Spectateurs : 11 782 Arbitrage : Silviu Petrescu | Complexe sportif Claude-Robillard, Montréal, Québec Spectateurs : 11 782 Arbitrage : Silviu Petrescu |
| 19:00 UTC-5       | Rapport            |       |                                | Complexe sportif Claude-Robillard, Montréal, Québec Spectateurs : 11 782 Arbitrage : Silviu Petrescu | Complexe sportif Claude-Robillard, Montréal, Québec Spectateurs : 11 782 Arbitrage : Silviu Petrescu |

##### Finale
| 30 septembre 2006 | Rochester Raging Rhinos | 0 - 3 | Vancouver Whitecaps                           | Sahlen's Stadium, Rochester, New York         |                                               |
| 19:00 UTC-8       |                         |       | 45e (csc) Craft · 55e Donatelli · 86e Matondo | Spectateurs : 9 547 Arbitrage : Andrew Chapin | Spectateurs : 9 547 Arbitrage : Andrew Chapin |
| 19:00 UTC-8       | Rapport                 |       |                                               | Spectateurs : 9 547 Arbitrage : Andrew Chapin | Spectateurs : 9 547 Arbitrage : Andrew Chapin |

| Vainqueur de la USL First Division 2006 Vancouver Whitecaps |

### Récompenses et distinctions
En fin de saison, des distinctions individuelles sont remises à certains joueurs et une équipe-type de la ligue est composée.

#### Récompenses individuelles
- Most Valuable Player (MVP) : Greg Sutton (Impact de Montréal)
- Meilleurs buteurs : Romário (Miami FC) et Cam Weaver (Seattle Sounders)
- Meilleur défenseur : Gabriel Gervais (Impact de Montréal)
- Gardien de l'année : Greg Sutton (Impact de Montréal)
- Recrue de l'année : Cam Weaver (Seattle Sounders)
- Entraîneur de l'année : Mike Anhaeuser (Charleston Battery)

#### Équipe-type
- Gardien : Greg Sutton (MTL)
- Défenseurs : Gabriel Gervais (MTL), Geordie Lyall (VAN), Mauricio Segovia (PUR)
- Milieux de terrain : Ben Hollingsworth (CHA), Andrew Gregor (SEA), Luke Kreamalmeyer (POR), Zinho (MIA)
- Attaquants : Joey Gjertsen (VAN), Romário (MIA), Cam Weaver (SEA)

## Seconde division
Navigation
Édition précédente Édition suivante
En 2006, la Division 2 accueille les Richmond Kickers alors relégués de la première division. Les Kickers s'intègrent néanmoins très bien à leur nouvelle ligue, brillant contre chaque adversaire et remportant le titre de la saison régulière avec une avance confortable. Les Charlotte Eagles, une puissance dans la ligue, terminent seconds après une lutte à six pour la place de dauphin.
En séries éliminatoires, Charlotte défait Pittsburgh assez aisément tandis que Richmond s'impose devant les Cincinnati Kings avec plus de difficultés. En finale, Richmond prend rapidement l'avance au tableau d'affichage et la conforte après la demi-heure de jeu. Malgré une réduction de l'écart en fin de partie, les Kickers remportent leur premier titre depuis 1995.

### Clubs participants
| Équipe                    | Ville                | Stade                     | Fondation | Entraîneur      |
| ------------------------- | -------------------- | ------------------------- | --------- | --------------- |
| Cincinnati Kings          | Cincinnati, OH       | Corcoran Field            | 2005      | Jon Pickup      |
| Charlotte Eagles          | Charlotte, NC        | Waddell Stadium           | 1991      | Mark Steffens   |
| Harrisburg City Islanders | Harrisburg, PA       | Skyline Sports Complex    | 2003      | Bill Becher     |
| Long Island Rough Riders  | South Huntington, NY | Mitchel Athletic Complex  | 1994      | Flávio Ferri    |
| New Hampshire Phantoms    | Portsmouth, NH       | Veterans Memorial Stadium | 1996      | Sean Carey      |
| Richmond Kickers          | Richmond, VA         | City Stadium              | 1993      | Leigh Cowlishaw |
| Western Mass Pioneers     | Ludlow, MA           | Lusitano Stadium          | 1998      | Leszek Wrona    |
| Wilmington Hammerheads    | Wilmington, NC       | Legion Stadium            | 1996      | David Irving    |

### Saison régulière

#### Classement
| Rang | Équipe                    | Pts | J  | G  | N | P  | Bp | Bc | Diff |
| ---- | ------------------------- | --- | -- | -- | - | -- | -- | -- | ---- |
| 1    | Richmond Kickers          | 43  | 20 | 13 | 4 | 3  | 50 | 20 | +30  |
| 2    | Charlotte Eagles          | 32  | 20 | 8  | 8 | 4  | 29 | 27 | +2   |
| 3    | Pittsburgh Riverhounds    | 30  | 20 | 8  | 6 | 6  | 27 | 20 | +7   |
| 4    | Cincinnati Kings          | 30  | 20 | 9  | 3 | 8  | 28 | 27 | +1   |
| 5    | New Hampshire Phantoms    | 27† | 20 | 9  | 1 | 10 | 27 | 43 | -16  |
| 6    | Western Mass Pioneers     | 27  | 20 | 8  | 3 | 9  | 31 | 28 | +3   |
| 7    | Harrisburg City Islanders | 27  | 20 | 8  | 3 | 9  | 34 | 35 | -1   |
| 8    | Wilmington Hammerheads    | 19  | 20 | 4  | 7 | 9  | 30 | 31 | -1   |
| 9    | Long Island Rough Riders  | 14  | 20 | 3  | 5 | 12 | 15 | 40 | -25  |

- Champion de la saison régulière et franchise qualifiée pour les séries éliminatoires
- Franchise qualifiée pour les séries éliminatoires

† Pour avoir aligné un joueur non éligible, les New Hampshire Phantoms reçoivent une pénalité d'un point.

#### Résultats
| Résultats (▼dom., ►ext.)                                   | CHA | CIN | HAR | LI  | NH  | PIT | RIC | WMA | WIL | CHA | CIN | HAR | LI  | NH  | PIT | RIC | WMA | WIL |
| Charlotte Eagles                                           |     | 1-0 | 1-2 | 0-0 | 1-0 | 1-0 | 2-4 | 0-0 | 1-1 |     |     |     |     |     |     | 1-1 |     |     |
| Cincinnati Kings                                           | 3-3 |     | 3-2 | 4-1 | 2-0 | 0-0 | 0-1 | 1-0 | 3-0 |     |     |     |     |     | 0-2 |     |     |     |
| Harrisburg City Islanders                                  | 3-1 | 0-1 |     | 3-0 | 4-2 | 0-0 | 0-5 | 2-3 | 2-2 |     |     |     |     |     | 2-0 |     |     |     |
| Long Island Rough Riders                                   | 1-2 | 0-4 | 0-1 |     | 0-1 | 1-1 | 0-0 | 0-0 | 0-3 |     |     |     |     | 1-0 |     |     |     |     |
| New Hampshire Phantoms                                     | 0-2 | 3-1 | 2-1 | 3-1 |     | 2-1 | 2-4 | 2-0 | 1-1 |     |     |     | 3-1 |     |     |     | 1-3 |     |
| Pittsburgh Riverhounds                                     | 1-2 | 2-2 | 2-2 | 4-1 | 2-0 |     | 1-1 | 2-1 | 2-1 |     | 2-0 | 2-0 |     |     |     |     |     |     |
| Richmond Kickers                                           | 2-0 | 0-1 | 5-2 | 5-0 | 8-0 | 1-0 |     | 5-3 | 2-1 |     |     |     |     |     |     |     |     | 1-0 |
| Western Mass Pioneers                                      | 1-2 | 1-0 | 0-1 | 2-2 | 6-0 | 2-0 | 0-2 |     | 2-1 |     |     |     | 2-1 | 6-2 |     |     |     |     |
| Wilmington Hammerheads                                     | 2-2 | 4-0 | 1-2 | 2-3 | 0-1 | 1-3 | 2-2 | 0-1 |     | 3-1 |     |     |     |     |     | 3-0 |     |     |
| - Victoire à domicile - Match nul - Victoire à l'extérieur |     |     |     |     |     |     |     |     |     |     |     |     |     |     |     |     |     |     |

### Séries éliminatoires

#### Tableau
|  | Demi-finales               | Demi-finales               | Demi-finales         | Demi-finales         |                      |                      | Finale | Finale | Finale | Finale |
|  |                            |                            |                      |                      |                      |                      |        |        |        |        |
|  |                            |                            |                      |                      |                      |                      |        |        |        |        |
|  | (1) Richmond Kickers       | (1) Richmond Kickers       | 2                    | 0                    |                      |                      |        |        |        |        |
|  | (1) Richmond Kickers       | (1) Richmond Kickers       | 2                    | 0                    |                      |                      |        |        |        |        |
|  | (4) Cincinnati Kings       | (4) Cincinnati Kings       | 1                    | 0                    |                      |                      |        |        |        |        |
|  | (4) Cincinnati Kings       | (4) Cincinnati Kings       | 1                    | 0                    | (1) Richmond Kickers | (1) Richmond Kickers | 2      | 2      |        |        |
|  |                            |                            |                      |                      | (1) Richmond Kickers | (1) Richmond Kickers | 2      | 2      |        |        |
|  |                            |                            | (2) Charlotte Eagles | (2) Charlotte Eagles | 1                    | 1                    |        |        |        |        |
|  | (2) Charlotte Eagles       | (2) Charlotte Eagles       | (2) Charlotte Eagles | (2) Charlotte Eagles | 1                    | 1                    | 4      | 2      |        |        |
|  | (2) Charlotte Eagles       | (2) Charlotte Eagles       |                      |                      |                      |                      |        | 2      |        |        |
|  | (3) Pittsburgh Riverhounds | (3) Pittsburgh Riverhounds | 0                    | 1                    |                      |                      |        |        |        |        |
|  | (3) Pittsburgh Riverhounds | (3) Pittsburgh Riverhounds | 0                    | 1                    |                      |                      |        |        |        |        |

#### Résultats

##### Demi-finales
Aller
| 18 août 2006 | Richmond Kickers              | 2 – 1 | Cincinnati Kings |                                                                               |                                                                               |
| 19:00 UTC-5  | Watson 40e · Burke 60e (pen.) |       | 45e Barton       | City Stadium, Richmond, Virginie Spectateurs : 2 187 Arbitrage : James Conlee | City Stadium, Richmond, Virginie Spectateurs : 2 187 Arbitrage : James Conlee |
| 19:00 UTC-5  | Rapport                       |       |                  | City Stadium, Richmond, Virginie Spectateurs : 2 187 Arbitrage : James Conlee | City Stadium, Richmond, Virginie Spectateurs : 2 187 Arbitrage : James Conlee |

| 18 août 2006 | Pittsburgh Riverhounds | 0 – 4 | Charlotte Eagles                           |                                                                                     |                                                                                     |
| 19:05 UTC-5  |                        |       | 2e Meek · 59e Rife · 64e Budnyi · 86e Ruud | Falconi Field, Washington, Pennsylvanie Spectateurs : 2 113 Arbitrage : CJ Morgante | Falconi Field, Washington, Pennsylvanie Spectateurs : 2 113 Arbitrage : CJ Morgante |
| 19:05 UTC-5  | Rapport                |       |                                            | Falconi Field, Washington, Pennsylvanie Spectateurs : 2 113 Arbitrage : CJ Morgante | Falconi Field, Washington, Pennsylvanie Spectateurs : 2 113 Arbitrage : CJ Morgante |

Retour
| 19 août 2006 | Charlotte Eagles       | 2 - 1 | Pittsburgh Riverhounds |                                                                                           |                                                                                           |
| 19:00 UTC-5  | Kabwe 42e · Budnyi 76e |       | 14e Flavius            | Waddell Stadium, Charlotte, Caroline du Nord Spectateurs : 813 Arbitrage : Jason Sessions | Waddell Stadium, Charlotte, Caroline du Nord Spectateurs : 813 Arbitrage : Jason Sessions |
| 19:00 UTC-5  | Rapport                |       |                        | Waddell Stadium, Charlotte, Caroline du Nord Spectateurs : 813 Arbitrage : Jason Sessions | Waddell Stadium, Charlotte, Caroline du Nord Spectateurs : 813 Arbitrage : Jason Sessions |

| 20 août 2006 | Cincinnati Kings | 0 - 0 | Richmond Kickers |                                                                                 |                                                                                 |
| 18:00 UTC-5  |                  |       |                  | Corcoran Field, Cincinnati, Ohio Spectateurs : 1 465 Arbitrage : Rizal Milliken | Corcoran Field, Cincinnati, Ohio Spectateurs : 1 465 Arbitrage : Rizal Milliken |
| 18:00 UTC-5  | Rapport          |       |                  | Corcoran Field, Cincinnati, Ohio Spectateurs : 1 465 Arbitrage : Rizal Milliken | Corcoran Field, Cincinnati, Ohio Spectateurs : 1 465 Arbitrage : Rizal Milliken |

##### Finale
| 26 août 2006 | Richmond Kickers                   | 2 – 1 | Charlotte Eagles | City Stadium, Richmond, Virginie             |                                              |
| 19:00 UTC-5  | Ssejjemba 9e (pen.) · Carrieri 34e |       | 90e Spencer      | Spectateurs : 3 288 Arbitrage : Daniel Stead | Spectateurs : 3 288 Arbitrage : Daniel Stead |
| 19:00 UTC-5  | Rapport                            |       |                  | Spectateurs : 3 288 Arbitrage : Daniel Stead | Spectateurs : 3 288 Arbitrage : Daniel Stead |

| Vainqueur de la USL Second Division 2006 Richmond Kickers |

### Récompenses et distinctions
En fin de saison, des distinctions individuelles sont remises à certains joueurs et une équipe-type de la ligue est composée.

#### Récompenses individuelles
- Most Valuable Player (MVP) : Robert Ssejjemba (Richmond Kickers)
- Meilleur buteur : Robert Ssejjemba (Richmond Kickers)
- Défenseur de l'année : Gary Sullivan (Long Island Rough Riders)
- Recrue de l'année : Nowaf Jaman (Cincinnati Kings)
- Entraîneur de l'année : Jon Pickup (Cincinnati Kings)